# Gara Coșlariu
Gara Coșlariu este o stație de cale ferată care deservește orașul Teiuș, județul Alba, România.